# Toronto—High Park
Pour les articles homonymes, voir Toronto (homonymie).
Toronto—High Park fut une circonscription électorale fédérale de l'Ontario, représentée de 1925 à 1935.
La circonscription de Toronto—High Park a été créée en 1924 d'une partie de Parkdale. Abolie en 1933, elle fut redistribuée parmi High Park, Parkdale et York-Ouest.

## Géographie
En 1924, la circonscription de Toronto—High Park comprenait :
- Une partie de la région métropolitaine de Toronto délimitée par Sunnyside Avenue, Howard Park Avenue, Indian Road, Bloor Street, Lansdowne Avenue et le chemin de fer du Canadien Pacifique et du Canadien National.

## Députés
1. 1925-1935 — Alexander James Anderson, CON

- CON = Parti conservateur du Canada (ancien)